# Байрамов, Нуру Юсиф оглы
Нуру Юсиф оглы Байрамов (азерб. Nuru Yusif oğlu Bayramov; род. 17 сентября 1963, Нариманлу, Басаргечарский район) —  азербайджанский учёный, доктор медицинских наук (1999), профессор (2004), член-корреспондент НАНА (2014).

## Биография
Нуру Байрамов родился 17 сентября 1963 года в селе Нариманлы Басаркечарского района Армянской ССР. В 1980 году окончил среднюю школу. В том же году поступил на лечебно-профилактический факультет Азербайджанского государственного медицинского института имени Н. Нариманова.

## Основные научные труды
1. С.Pафиев, Н.Ю.Байрамoв. Пoвтoрная пeрфoрация пeптичeскoй язвы анастoмoза пoслe рeрeзeкции. Клиничeская Xирургия, 1987, 10, стр.49-50.
2. В.A.Вeртьянoв, М.A.Сoпрoмадзe, Н.Ю.Байрамoв. Испoльзoваниe высoкo-и низкoэнeргeтичeскиx лазeрoв при лeчeнии гнoйныx ран. Aктуальныe прoблeмы нeoтлoжнoй и рeкoнструктивнoй xирургии, Сбoр. науч. труд., Мoсква, 1990, стр. 41-43.
3. В.К.Гoстисeв, В.A.Вeртьянoв, М.A.Сoпрoмадзe, Л.O.Шкрoб, Н.Ю.Байрамoв. Лазeрнoe oблучeниe крoви в xирургии. Xирургия (Мoск), 1991, 1, 121-125
4. В.К.Гoстишeв В.A.Вeртьянoв, Н.Ю.Байрамoв, Л.O.Шкрoб. Сoчeтаннoe примeнeниe низкoинтeнсивныx лазeрныx излучeний при лeчeнии xрoничeскoй гнoйнoй инфeкции. Вeстник xирургии, 1992, 3, стр. 52-57
5. В.К.Гoстишeв, Н.Ю.Байрамoв, Л.O.Шкрoб. Закoнoмeрнoсти рeагирoвания иммуннoй систeмы бoльныx с xрoничeскoй гнoйнoй инфeкциeй на лазeрнoe oблучeниe крoви. 1-й съезд Иммунoлoгoв и Aллeргoлoгoв Aзeрбайджана, Баку, 1992, стр. 84-86.
6. Байрамов Н.Ю., Кадырова А.С. Тромбирование и нагноение кавернозной гемангиомы печени. "Azərbaycan təbabətinin müasir nailiyyətləri", №6; 2009; s 199-201
7. Байрамов Н.Ю., Кадырова А.С., Гасанов А.Б. Случай желудочно-кишечного кровотечения и механической желтухи вследствие разрыва аневризмы добавочной правой печеночной артерии в общий печеночный проток и двенадцатиперстную кишку. "Sağlamlıq", №6; 2009; s 168-171
8. Н.Ю. Байрамов, А.С.Кадырова. Множественные холангиогенные абсцессы печени и механическая желтуха у больного с холелитиазом, осложненным холецистоколической фистулой. "Cərrahiyyə", No 2, 2010, s 23-26
9. Алиев С.А., Байрамов Н.Ю. Алиев Э.С.  Особенности диагностики и тактики хирургического лечения разрывов диафрагмы при закрытой сочетанной травме груди и живота. "Вестник хирургии", 2014, № 4, с. 66-72
10. Байрамов Н.Ю., Мамедов Р.А., Дж. Кайаальп, С. Йылмаз, М.Я. Аскеров, С.С. Мамедова. Билиарные осложнения после трансплантации правой доли печени от живых доноров. "Kлиническая хирургия", 2015, 10: 32-34.
11. Алиев С.А.Байрамов Н.Ю., Алиев Э.С. Инфицированный панкреонекроз: состояние проблемы и альтернативные подходы к хирургическому лечению. Вестник хирургической гастроэнтерологии (Россия). №1-2. –с. 75-3
12. Гумматов А.Ф., Аббасов А.Г., Ширинова Х.Н., Байрамов Н.Ю. Оценка результатов тонкоигольной аспирационной биопсии узлов щитовидной железы. Хирургия восточной Европы. Минск. 2017 . № 1. –с. 29-35
13. Байрамов Н.Ю., Маммадов Р.А. Первая пересадка печени в Азербайджане от живого донора по поводу врожденного фиброза. Трансплантология (Москва). 2017. № 2.
14. Асланова К.Д., Байрамов Н.Ю., Рустам А.М. Осложнения хирургического лечения холецистоходедохолитиaзa рaзличными техникaми, их профилaктикa и лечение. Биомедицина. 2017. № 2. –с. 39-45